# Першево
Першево или Першнево (офиц. Першево) — опустевшая деревня в Дедовичском районе Псковской области России. Входит в состав Шелонской волости.

## География
Деревня находится в восточной части Псковской области, в зоне хвойно-широколиственных лесов, на левом берегу реки Северки, на расстоянии примерно 31 километр (по прямой) к северо-востоку от посёлка городского типа Дедовичи, административного центра района. Абсолютная высота — 81 метр над уровнем моря.

### Климат
Климат характеризуется как переходный от морского к умеренно континентальному, со снежной мягкой зимой и прохладным летом. Средняя многолетняя температура самого холодного месяца (января) составляет −7,5°С, температура самого тёплого (июля) — +17,4°С. Среднегодовое количество осадков — 603 мм.

### Часовой пояс
Деревня Першево, как и вся Псковская область, находится в часовой зоне МСК (московское время). Смещение применяемого времени относительно UTC составляет +3:00.

## История
До 1 июля 2010 года населённый пункт входил в состав Станковской волости.

## Население
| 2001 | 2002 | 2010 |
| ---- | ---- | ---- |
| 2    | ↘1   | ↘0   |

Согласно результатам переписи 2002 года, в национальной структуре населения русские составляли 100 %.